# سن تئودور
سن تئودور کشوری خیالی در مجموعه ماجراهای تن‌تن و میلو اثر هرژه است که در ناحیه آمریکای لاتین واقع شده. در داستان‌های این مجموعه، سن تئودور یک جمهوری موزفروش است که تحت یک دولت نظامی اداره می‌شود.
سن تئودور در کتاب‌های گوش شکسته و تن‌تن و پیکاروها به تصویر کشیده شده. در کتاب‌های هفت گوی بلورین و کوسه‌های دریای سرخ نیز به این کشور اشاره شده است.